# Inger Nilsson

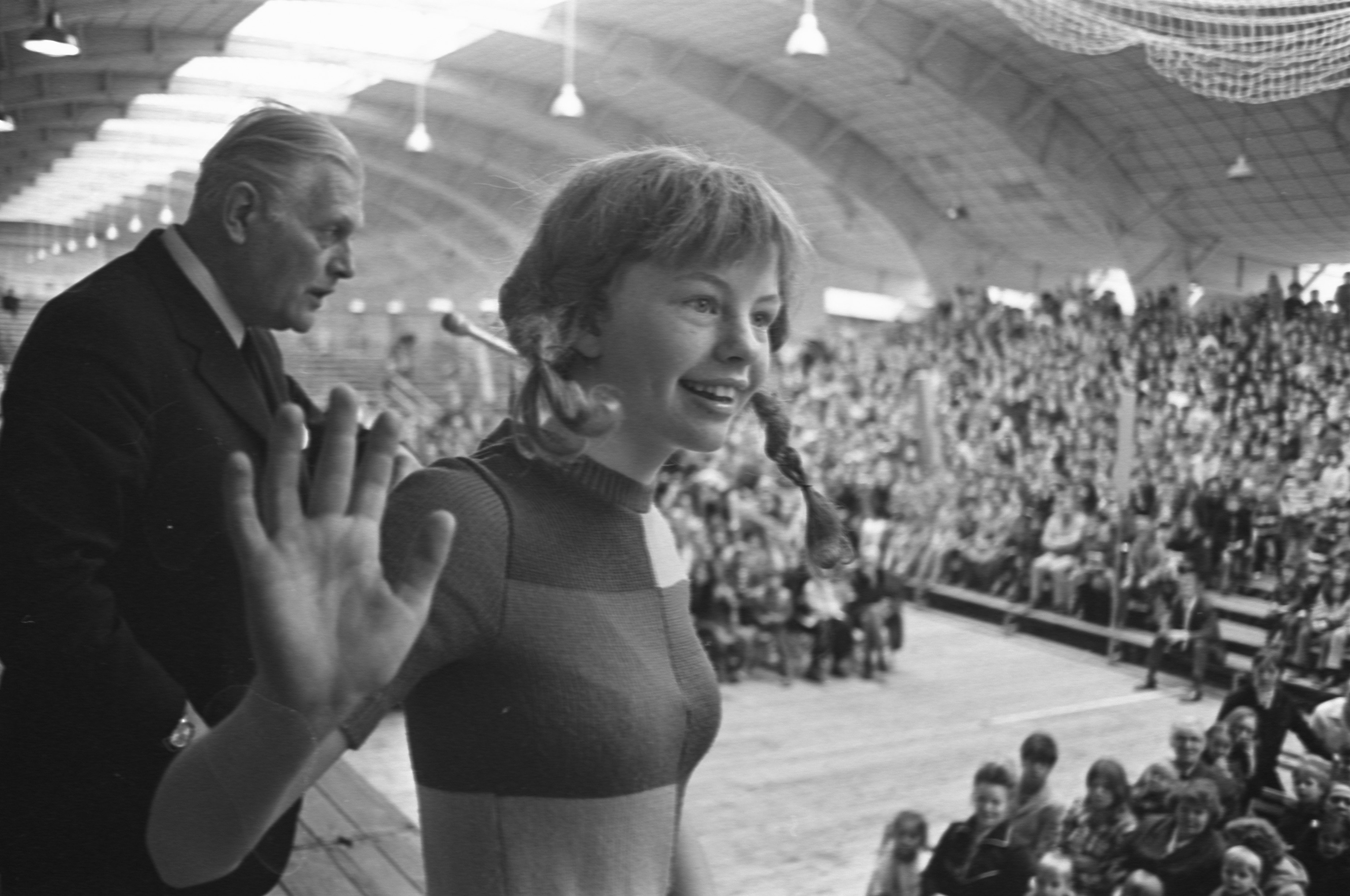
Inger Nilsson op 12-jarige leeftijd als Pippi Langkous tijdens een optreden in de RAI te Amsterdam in 1972

Karin Inger Monica Nilsson (Kisa, 4 mei 1959) is een Zweedse (kind)actrice. Als kind was zij wereldwijd bekend door haar hoofdrol in de televisieserie Pippi Langkous, naar de verhalen van Astrid Lindgren. De serie liep van 1969 tot 1971.
Hoewel ze afstudeerde aan de toneelacademie kon zij als volwassen actrice deze bekendheid echter niet handhaven: zij werd vereenzelvigd met Pippi en werd voor vrijwel geen enkele rol meer gevraagd. Zelf wijt zij dat aan haar bekendheid als Pippi: volgens haar is het voor mensen onmogelijk geworden om nog iemand anders dan Pippi in haar te zien. Ze verdient de kost als secretaresse.
In 2000 werd zij door de Zwitserse regisseur Xavier Koller opnieuw voor de camera's gehaald in de film Gripsholm, gebaseerd op een roman van Kurt Tucholsky.
Sindsdien wordt ze weer gevraagd voor rollen in televisieseries.

## Filmografie

### Film
- 1969 – Pippi Langkous
- 1969 – Pippi gaat van boord
- 1970 – Pippi in Taka-Tukaland
- 1970 – Pippi zet de boel op stelten
- 2000 – Gripsholm
- 2015 – Efterskalv

### Televisie
- 1969–1971 – Pippi Langkous
- 2006 – AK3
- 2006–2020 – Kommissarien och havet
- 2008 – Sommartid
- 2009 – Kändisdjungeln (Zweedse versie van Ik ben een ster, haal me hier uit!)